# Црква Свете великомученице Недеље у Батушинцу
Црква Свете великомученице Недеље у Батушинцу, насељеном месту на територији општине Мерошина, припада Епархији нишкој Српске православне цркве. Обновљена је 1972. и посвећена је Светој великомученици Недељи.
Првобитна црква у селу Батушинцу, подигнута је 1351. године, а спаљен је са мештанима 1693. године, због сарадње са Аустроугарима. Храм је обновљен 1972. године и том приликом пронађено је мноштво угљенисаних људских костију које су опеване и сахрањене приликом обнове.